# Jak to działa? (serial animowany)
Jak to działa? (ang. The Way Things Work) – brytyjsko-francuski serial animowany tłumaczący dzieciom zawiłe prawa techniki i różne warianty ich rozwiązania. Ekranizacja książki Davida Macaulaya pt. „The Way Things Work”.

## Wersja polska

### Wersja TVP
Wersja polska: Agencja Filmowa TVP

Reżyseria: Andrzej Bogusz

Dialogi: Stanisława Dziedziczak

Dźwięk i montaż: Jakub Milencki

Kierownictwo muzyczne: Eugeniusz Majchrzak

Teksty piosenek: Krzysztof Rześniowiecki

Piosenkę śpiewa: Grzegorz Wons

Wystąpili:
- Grzegorz Wons – wynalazca
- Agnieszka Kunikowska –
  - Oliwia,
  - kobieta (odc. 3)
- Ewa Wawrzoń – Bertha
- Krzysztof Strużycki – Troy
- Ryszard Olesiński – Filip
- Rafał Żabiński – Frank
- Rafał Walentowicz – rycerz (odc. 5)
- Marzena Weselińska
- Krzysztof Szczerbiński

i inni

### Wersja DVD
Bohaterom głosów użyczyli:
- Julita Kożuszek-Borsuk – Oliwia
- Katarzyna Łukaszyńska – Bertha
- Andrzej Chudy – 
  - Wynalazca,
  - Rycerz (odc. 5)
- Dariusz Błażejewski – 
  - Frank,
  - Barnaba (jedna kwestia w odc. 19)
- Aleksander Gawek – Troy

i inni
Wersja polska: GMC Studio

## Spis odcinków
| Premiera odcinka | Nr | Polski tytuł (TVP)                               | Polski tytuł (DVD)                    | Angielski tytuł               |
| ---------------- | -- | ------------------------------------------------ | ------------------------------------- | ----------------------------- |
|                  |    |                                                  |                                       |                               |
| Seria pierwsza   |    |                                                  |                                       |                               |
|                  |    |                                                  |                                       |                               |
| 31.03.2006       | 1  | Spadające głazy, czyli o klinie                  | Spadające głazy                       | Rolling Stones                |
|                  |    |                                                  |                                       |                               |
| 03.04.2006       | 2  | Świat huśtawek, czyli o dźwigniach               | Wszędzie są dźwignie                  | A See Saw World               |
|                  |    |                                                  |                                       |                               |
| 04.04.2006       | 3  | Jak umyć mamuta, czyli o kołach i osiach         | Mamuty w kąpieli, koła i osie         | Take a Mammoth to Water       |
|                  |    |                                                  |                                       |                               |
| 05.04.2006       | 4  | Zabawny jarmark, czyli o pasach i przekładniach  | Wesołe miasteczko, pasy i przekładnie | Fun at the Fair               |
|                  |    |                                                  |                                       |                               |
| 06.04.2006       | 5  | Błędny rycerz, czyli o śrubach                   | Rycerska opowieść, śruby              | A Knight's Tale               |
|                  |    |                                                  |                                       |                               |
| 10.04.2006       | 6  | O dojeniu mamutów, czyli o krążkach              | Krążki                                | Pulleys                       |
|                  |    |                                                  |                                       |                               |
| 11.04.2006       | 7  | Życie nad wodą, czyli o pływaniu                 | Nad wodą, pływanie                    | Life on the Water             |
|                  |    |                                                  |                                       |                               |
| 12.04.2006       | 8  | Poszukiwacze skarbów, czyli o magnesach          | Zagrzebane w bagnie, magnezy          | Stuck in the Mud              |
|                  |    |                                                  |                                       |                               |
| 13.04.2006       | 9  | Głowa pełna pary, czyli o parze                  | Głowa pełna pary                      | A Head Full of Steam          |
|                  |    |                                                  |                                       |                               |
| 18.04.2006       | 10 | Jak nie utonąć, czyli o batyskafie               | Pod wodą, batyskaf                    | That Sinking Feeling          |
|                  |    |                                                  |                                       |                               |
| 19.04.2006       | 11 | Kłopoty z napędem, czyli o silnikach             | Kłopoty z silnikiem                   | Engine Trouble                |
|                  |    |                                                  |                                       |                               |
| 20.04.2006       | 12 | Mamuty pod presją, czyli o pompach               | Ściskanie mamutów, pompy              | On Squeezing Mammoths         |
|                  |    |                                                  |                                       |                               |
| 21.04.2006       | 13 | Na skrzydłach mamuta, czyli o lataniu            | Skrzydła mamuta, latanie              | Oh for the Wings of a Mammoth |
|                  |    |                                                  |                                       |                               |
| 24.04.2006       | 14 | Gdzieś za mamutem, czyli o soczewkach            | Gdzie jest mamut?, światło            | Somewhere Over the Mammoth    |
|                  |    |                                                  |                                       |                               |
| 25.04.2006       | 15 | Po drugiej stronie, czyli o balonach             | Balony                                | The Far Side                  |
|                  |    |                                                  |                                       |                               |
| 26.04.2006       | 16 | Ogrzewanie, czyli o cieple                       | Ogrzewanie                            | Heating                       |
|                  |    |                                                  |                                       |                               |
| 27.04.2006       | 17 | Ryk mamutów, czyli o dźwięku                     | Dźwięk                                | The Sound of a Mammoth        |
|                  |    |                                                  |                                       |                               |
| 28.04.2006       | 18 | Turniej golfowy, czyli o obrazach                | Co to za obraz?                       | Images                        |
|                  |    |                                                  |                                       |                               |
| 04.05.2006       | 19 | Upalne lato, czyli o chłodzeniu                  | Chłodzenie                            | Cooling                       |
|                  |    |                                                  |                                       |                               |
| 05.05.2006       | 20 | Gorące koła, czyli o tarciu                      | Tarcie                                | Hot Wheels                    |
|                  |    |                                                  |                                       |                               |
| 08.05.2006       | 21 | Łupanie kokosów, czyli o sprężynach              | Sprężyny                              | Coconut Crumble               |
|                  |    |                                                  |                                       |                               |
| 09.05.2006       | 22 | Otwarcie mostu, czyli o instrumentach muzycznych | Koncert, instrumenty                  | Take it to the Bridge         |
|                  |    |                                                  |                                       |                               |
| 10.05.2006       | 23 | Pierścionek Brendy, czyli o ciśnieniu            | Pierścionek, pod ciśnieniem           | She Wears my Ring?            |
|                  |    |                                                  |                                       |                               |
| 11.05.2006       | 24 | Zbiór cytryn, czyli o elektryczności             | Wstrząs, elektryczność                | Shocking                      |
|                  |    |                                                  |                                       |                               |
| 12.05.2006       | 25 | Zajazd Mamuta, czyli o czujnikach                | Czujniki                              | Sensors and Sensorbility      |
|                  |    |                                                  |                                       |                               |
| 15.05.2006       | 26 | Wieści na odległość, czyli o telekomunikacji     | Telekomunikacja                       | Telecommunications            |